# キサンツレン酸
キサンツレン酸(xanthurenic acid)は、マラリアの原因となる熱帯熱マラリア原虫(Plasmodium falciparum )の配偶子形成を誘導することで知られる化合物である。ハマダラカの消化管でも見られる。
キサンツレン酸は、トリプトファンの摂取後ピリドキシン(ビタミンB6)が不足した動物によって蓄積または排出される代謝中間体である

。
また、ジョロウグモ（Nephila clavata）の糸にも含まれることがわかっている。